# Алехандро Скопеллі
Алехандро Скопеллі Касанова (італ. Alejandro Scopelli Casanova, 12 травня 1908, Ла-Плата, Аргентина — 23 жовтня 1987, Мехіко, Мексика) — аргентинський та італійський футболіст, що грав на позиції нападника. По завершенні ігрової кар'єри — тренер.
Виступав, зокрема, за клуб «Естудьянтес», а також національну збірну Італії.
Дворазовий володар Кубка Мексики (як тренер). Володар Кубка ярмарків (як тренер).

## Клубна кар'єра
У дорослому футболі дебютував 1928 року виступами за команду клубу «Естудьянтес», в якій провів п'ять сезонів, взявши участь у 66 матчах чемпіонату.
Згодом з 1933 по 1941 рік грав у складі команд клубів «Рома», «Расинг» (Авельянеда), «Ред Стар», «Белененсеш» та «Бенфіка».
Завершив професійну ігрову кар'єру у клубі «Універсідад де Чилі», за команду якого виступав протягом 1941—1943 років.

## Виступи за збірні
1929 року дебютував в офіційних матчах у складі національної збірної Аргентини. Протягом кар'єри у національній команді, яка тривала 9 років, провів у формі головної команди країни 8 матчів, забивши 4 голи. 1935 року також провів один матч за збірну Італії.
У складі збірної Аргентини був учасником чемпіонату світу 1930 року в Уругваї, де разом з командою здобув «срібло», розіграшу Кубка Америки 1937 року в Аргентині, здобувши того року титул континентального чемпіона, розіграшу Кубка Америки 1967 року в Уругваї, на якому команда здобула бронзові нагороди.

## Кар'єра тренера
Розпочав тренерську кар'єру, ще продовжуючи грати на полі, 1939 року, очоливши тренерський штаб клубу «Белененсеш».
1941 року став граючим тренером команди «Універсідад де Чилі», тренував команду із Сантьяго чотири роки.
Згодом протягом 1948–1949 років очолював тренерський штаб клубу «Порту».
1949 року прийняв пропозицію попрацювати у клубі «Депортіво». Залишив клуб з Ла-Коруньї 1950 року.
Протягом 2 років, починаючи з 1950, був головним тренером команди «Універсідад де Чилі».
1952 року був запрошений керівництвом клубу «Еспаньйол» очолити його команду, з якою пропрацював до 1955 року.
З 1955 і по 1956 рік очолював тренерський штаб команди «Спортінг», а протягом 1956—1957 років тренував іспанську «Сельту».
1957 року став головним тренером команди «Гранада», тренував клуб з Гранади два роки.
Згодом протягом 1962–1963 років очолював тренерський штаб клубу «Валенсія».
1963 року прийняв пропозицію попрацювати у клубі «Еспаньйол». Залишив барселонський клуб 1964 року.
Протягом одного року, починаючи з 1964, був головним тренером команди «Америка».
1966 року був запрошений до збірної Чилі, з якою пропрацював до 1967 року.
Протягом 1970 року очолював тренерський штаб команди «Америка».
Останнім місцем тренерської роботи був клуб «Америка», головним тренером команди якого Алехандро Скопеллі був з 1978 по 1979 рік.

## Статистика виступів

### Статистика виступів за збірну
| Дата       | Місто | Господарі | Результат | Гості   | Турнір           | Голи | Примітки |
| ---------- | ----- | --------- | --------- | ------- | ---------------- | ---- | -------- |
| 17/02/1935 | Рим   | Італія    | 2 – 1     | Франція | товариський матч | -    |          |
| Усього     |       | Матчів    | 1         |         | Голів            | 0    |          |

## Досягнення

### Як гравця
- Віце-чемпіон світу: 1930
- Чемпіон Південної Америки: 1937

### Як тренера
- Володар Кубка Мексики:

«Америка»:  1964, 1965
- Володар Кубка ярмарків:

«Валенсія»: 1961-1962, 1962-1963
Збірні
- Бронзовий призер Чемпіонату Південної Америки: 1967